# Wassili Pawlowitsch Chatunzew
Wassili Pawlowitsch Chatunzew (russisch Василий Павлович Хатунцев; * 11. Februar 1985) ist ein russischer Radrennfahrer.
Wassili Chatunzew begann seine Karriere 2005 bei dem russischen Continental Team Omnibike Dynamo Moscow, ab 2007 Moscow Stars. In seiner zweiten Saison gewann er eine Etappe bei der Marokko-Rundfahrt und wurde dort auch Dritter der Gesamtwertung. Beim Bahnrad-Weltcup in Los Angeles belegte Chatunzew mit der russischen Nationalmannschaft den dritten Platz in der Mannschaftsverfolgung.

## Erfolge
2006
- eine Etappe Marokko-Rundfahrt

## Teams
- 2005 Omnibike Dynamo Moscow
- 2006 Omnibike Dynamo Moscow
- 2007 Moscow Stars